# Janserik Maratkhan
Janserik Maratkhan (4 aprile 1999) è un calciatore mongolo, attaccante del Falcons e della nazionale mongola.

## Statistiche

### Cronologia presenze e reti in nazionale
| Cronologia completa delle presenze e delle reti in nazionale ― Mongolia | Cronologia completa delle presenze e delle reti in nazionale ― Mongolia | Cronologia completa delle presenze e delle reti in nazionale ― Mongolia | Cronologia completa delle presenze e delle reti in nazionale ― Mongolia | Cronologia completa delle presenze e delle reti in nazionale ― Mongolia | Cronologia completa delle presenze e delle reti in nazionale ― Mongolia | Cronologia completa delle presenze e delle reti in nazionale ― Mongolia | Cronologia completa delle presenze e delle reti in nazionale ― Mongolia |
| Data                                                                    | Città                                                                   | In casa                                                                 | Risultato                                                               | Ospiti                                                                  | Competizione                                                            | Reti                                                                    | Note                                                                    |
| ----------------------------------------------------------------------- | ----------------------------------------------------------------------- | ----------------------------------------------------------------------- | ----------------------------------------------------------------------- | ----------------------------------------------------------------------- | ----------------------------------------------------------------------- | ----------------------------------------------------------------------- | ----------------------------------------------------------------------- |
| 4-9-2018                                                                | Ulan Bator                                                              | Mongolia                                                                | 9 – 0                                                                   | Isole Marianne Settentrionali                                           | EAFF E-1 Football Championship 2018                                     | 1                                                                       |                                                                         |
| 12-10-2018                                                              | Singapore                                                               | Singapore                                                               | 2 – 0                                                                   | Mongolia                                                                | Amichevole                                                              | -                                                                       |                                                                         |
| 16-10-2018                                                              | Vientiane                                                               | Laos                                                                    | 1 – 4                                                                   | Mongolia                                                                | Amichevole                                                              | 1                                                                       |                                                                         |
| 11-11-2018                                                              | Taipei                                                                  | Corea del Nord                                                          | 4 – 1                                                                   | Mongolia                                                                | EAFF E-1 Football Championship 2018                                     | -                                                                       |                                                                         |
| 13-11-2018                                                              | Taipei                                                                  | Taipei cinese                                                           | 2 – 1                                                                   | Mongolia                                                                | EAFF E-1 Football Championship 2018                                     | -                                                                       | 76’                                                                     |
| 5-9-2019                                                                | Ulan Bator                                                              | Mongolia                                                                | 1 – 0                                                                   | Birmania                                                                | Qual. Mondiali 2022                                                     | -                                                                       | 81’                                                                     |
| 10-9-2019                                                               | Ulan Bator                                                              | Mongolia                                                                | 0 – 1                                                                   | Tagikistan                                                              | Qual. Mondiali 2022                                                     | -                                                                       | 72’                                                                     |
| 10-10-2019                                                              | Saitama                                                                 | Giappone                                                                | 6 – 0                                                                   | Mongolia                                                                | Qual. Mondiali 2022                                                     | -                                                                       | 78’                                                                     |
| 15-10-2019                                                              | Ulan Bator                                                              | Mongolia                                                                | 1 – 2                                                                   | Kirghizistan                                                            | Qual. Mondiali 2022                                                     | -                                                                       | 78’                                                                     |
| 7-6-2021                                                                | Osaka                                                                   | Kirghizistan                                                            | 0 – 1                                                                   | Mongolia                                                                | Qual. Mondiali 2022                                                     | -                                                                       | 46’ 57’                                                                 |
| Totale                                                                  |                                                                         | Presenze                                                                | 10                                                                      |                                                                         | Reti                                                                    | 2                                                                       |                                                                         |